# Grandesse d'Espagne

Ornements extérieurs des armoiries des Grands d'Espagne

La grandesse d'Espagne est l'échelon le plus haut de la noblesse espagnole, immédiatement inférieur à celui des infants, les enfants du souverain. Les enfants des infants d'Espagne bénéficient des honneurs de grands d'Espagne.

## Historique
La dignité de grand d'Espagne a été créée par Charles Quint en 1520, qui, lors des cérémonies de son couronnement comme empereur romain germanique, établit une distinction parmi les nobles espagnols entre les Títulos (les détenteurs d'un titre de noblesse) et les Grandes, successeurs des rico-hombres[réf. nécessaire] de l'époque de la Reconquista (un concept créé par les historiens espagnols au xixe siècle). 
Ces Grands bénéficient de privilèges dont le plus important est celui de rester couvert en présence du roi, qui les appelle primo ou cousin. Ils se considèrent tous comme égaux et timbrent leurs armes de la couronne ducale.
Les Grands de la première classe s'adressaient au roi et l'écoutaient tête couverte, ceux de la seconde classe lui parlaient tête nue et se couvraient pour écouter le roi parler, enfin ceux de la troisième et dernière classe ne se couvraient qu'après invitation du roi.
En 1520, vingt-cinq nobles reçurent la « grandesse » et se situèrent ainsi à l'origine de la première classe de celle ci ; cette dignité pouvait être associée à un titre de duc, de marquis ou de comte ou bien rester personnelle sans aucun titre. 
À partir du XIXe siècle, tous les ducs reçurent la dignité de grand d'Espagne.
Parmi les grands d'Espagne les plus anciens figurent le duc de Medinaceli, le duc d'Albe, le duc del Infantado, le duc d'Osuna, le duc d'Alburquerque, le duc de Segorbe, le duc de Medina Sidonia, le duc de Nájera, le duc d'Escalona-Marquis de Villena, le duc de Frías, le duc de Peñaranda, le marquis d'Aguilar de Campoo, le marquis d'Astorga, le marquis de Priego, le comte-duc de Benavente, le comte de Cabra ou le comte de Lemos.

« (...) en Espagne, les hommes, soit d'origine roturière ou noble, qui épousent des femmes de la noblesse titrée ont le droit de porter le titre  de leur épouse. C'est le cas des titres de duc les plus importants d'Espagne. Car ni le duc d'Albe, ni le duc de Médinaceli, ni celui d'Osuna, ni ceux de  Lerma et de Medina Sidonia, ne sont ducs par leur naissance. Ils le sont par leur épouse. Ils sont, selon les termes de la loi, des ducs consorts. »

Le nombre de grands d'Espagne augmenta de manière importante sous la monarchie espagnole, qui récompensait par là ses serviteurs les plus importants. On peut citer l'exemple des Français faits grands d'Espagne par le roi Philippe V d'Espagne, petit-fils de Louis XIV, dont Saint-Simon ou Paul de Beauvilliers, duc de Saint-Aignan, son gouverneur (titre passé à son petit-neveu Charles Paul François de Beauvilliers en 1765).
Plusieurs membres des familles princières belges de Croÿ, de Merode et de Ligne ont aussi été faits grands d'Espagne.
De nos jours, le nombre de grands d'Espagne s'élève à 417, selon les chiffres officiels de la Députation permanente et Conseil de la grandesse d'Espagne et des titres du royaume.
Les grands d'Espagne, leurs consorts et leurs héritiers immédiats ont droit au prédicat d'excellence et le roi s'adresse à eux en les appelant « cousin » (Primo).

## Titulaires
- Prince de Montenuovo
- Prince de Robech
- Duc d'Abrantès
- Duc d'Ahumada (es)
- Duc d'Albe de Tormes*
- Duc d'Alburquerque
- Duc d'Alcalá de los Gazules (es)
- Duc d'Alcudia (es)
- Duc d'Algésiras (es)
- Duc d'Algete (es)
- Duc d'Aliaga (es)
- Duc d'Almazán (es)
- Duc d'Almazán de Saint Priest (es)
- Duc d'Almenara Alta (es)
- Duc d'Almodóvar del Río (es)
- Duc d'Almodóvar del Valle (es)
- Duc d'Amalfi (es)
- Duc d'Andría
- Duc d'Ánsola (es)
- Duc del Arco (es)
- Duc d'Arcos (es)
- Duc d'Arévalo del Rey (es)
- Duc d'Arión (es)
- Duc d'Arjona (es)
- Duc d'Atrisco (es)
- Duc d'Aveyro (es)
- Duc de Baena (es)
- Duc de Bailén (es)
- Duc de Béjar (es)
- Duc de Benavente (es)
- Duc de Berwick (es)*
- Duc de Bivona (es)
- Duc de Bournonville (es)
- Duc de Camiña (es)
- Duc de Canalejas (es)
- Duc de Cánovas del Castillo (es)
- Duc de Cardona
- Duc de Castel Sangro
- Duc de Castillejos (es)
- Duc del Castillo
- Duc de Castrejón
- Duc de Castro-Enríquez (es)
- Duc de Castro-Terreño (es)
- Duc de Caylus
- Duc de Ciudad Real (es)
- Duc de Ciudad Rodrigo
- Duc de la Conquista (es)
- Duc de Dato (es)
- Duc del Arco (es)
- Duc de Denia y Tarifa (es)
- Duc de Doudeauville
- Duc de Dúrcal (es)
- Duc d'Elio (es)
- Duc d'Escalona
- Duc d'Estremera (es)
- Duc d'Estrées
- Duc de Feria (es)
- Duc de Fernán Núñez (es)
- Duc de Fernández-Miranda
- Duc de Fernandina (es)
- Duc de Francavilla (es)
- Duc de Frías
- Duc de Gaeta
- Duc de Galisteo (es)
- Duc de Gandia
- Duc de Gor (es)
- Duc de Granada de Ega (es)
- Duc de Gravina
- Duc de Grimaldi (es)
- Duc de Hernani
- Duc de Híjar (es)*
- Duc de Hornachuelos (es)
- Duc de Huéscar (es)*
- Duc de Huete (es)
- Duc del Infantado
- Duc de la Torre (es)
- Duc de la Victoria (es)
- Duc de la Victoria de las Amezcoas (es)
- Duc de las Torres (es)
- Duc de Lécera (es)
- Duc de Lerma
- Duc de Linares (es)
- Duc de Liria y Jérica (es)*
- Duc de Losada (es)
- Duc de Lugo
- Duc de Luna (es)
- Duc de Mandas y Villanueva (es)
- Duc de Maqueda (es)
- Duc de Marchena (es)
- Duc de Maura (es)
- Duc de Medina de las Torres (es)
- Duc de Medina de Rioseco (es)
- Duc de Medinaceli
- Duc de Medina-Sidonia
- Duc de Mendaro
- Duc de Miranda (es)
- Duc de Moctezuma de Tultengo (es)
- Duc de Montalto (es)
- Duc de Montealegre (es)
- Duc de Monteleón
- Duc de Montellano (es)
- Duc de Montemar (es)
- Duc de Montoro (es)
- Duc de Nájera (es)
- Duc de Nemi (es)
- Duc de Noblejas (es)
- Duc de Nocera
- Comte-Duc d'Olivares (es)*
- Duc d'Osuna (es)
- Duc de Palata (es)
- Duc de Parcent (es)
- Duc del Parque (es)
- Duc de Pastrana (es)
- Duc de Peñaranda de Duero (es)
- Duc de Pinohermoso (es)
- Duc de Plasencia (es)
- Duc de Plata de la Bárcena
- Duc de Pomar
- Duc de Prim (es)
- Duc de Regla (es)
- Duc de Riánsares (es)
- Duc de Rivas (es)
- Duc de la Roca (es)
- Duc de Rubí (es)
- Duc de Salinas de Rosio
- Duc de San Carlos (es)
- Duc de San Fernando de Quiroga (es)
- Duc de San Fernando Luis
- Duc de San Lorenzo de Vallehermoso (es)
- Duc de San Miguel (es)
- Duc de San Pedro de Galatino (es)
- Duc de San Ricardo (es)
- Duc de Sanlúcar la Mayor (es)
- Duc de Santa Cristina (es)
- Duc de Santa Elena
- Duc de Santángelo (es)
- Duc de Santisteban del Puerto
- Duc de Santo Buono (es)
- Duc de Santo Mauro (es)
- Duc de Santoña (es)
- Duc de Sasso (es)
- Duc de Segorbe (es)
- Duc de Seu d'Urgel (es)
- Duc de Sessa
- Duc de Séville
- Duc de Solferino (es)
- Duc de Soma (es)
- Duc de Soria
- Duc de Sotomayor (es)
- Duc de Suárez
- Duc de Sueca (es)
- Duc de Talavera de la Reina (es)
- Duc de Tamames (es)
- Duc de Tarancón (es)
- Duc de Tarifa (es)
- Duc de Terranova (es)
- Duc de Tétouan (es)
- Duc de Tovar (es)
- Duc de T'Serclaes (es)
- Duc d'Uceda (es)
- Duc de l'Union de Cuba (es)
- Duc de Valence (es)
- Duc de la Vega (es)
- Duc de Veragua
- Duc de Villahermosa
- Duc de Vista-Alegre (es)
- Duc de Vistahermosa (es)
- Duc de Saragosse (es)
- Marquis d'Aguilar de Campoo
- Marquis d'Astorga (es)
- Marquis d'Argüeso
- Marquis du Carpio (es)*
- Marquis de Colomer de Borja
- Marquis de Marianao (es)*
- Marquis de Montemar de Montalto*
- Marquis de Périnat (es)
- Marquis de San Vicente del Barco (es)*
- Marquis de Villena
- Marquis de Vogüé
- Comte d'Aranda (es)*
- Comte de Benavente (es)
- Comte de Cabra (es)
- Comte de Castrillo (es)
- Comte de Lemos*
- Comte de Lerín (es)*
- Comte de Miranda del Castañar (es)*
- Comte de Monterrey (es)*
- Comte des Morilles (es)
- Comte d'Osorno (es)*
- Comte de Palma del Río (es)*
- Comte de Salvatierra (es)
- Comte de Siruela (es)
- Baron de Llauri (es)
- Baron de Viver (es)

* marque les grandesses appartenant à l'actuel duc d'Albe